# Crooked River Railroad Bridge
Die Crooked River Railroad Bridge ist eine eingleisige Eisenbahnbrücke über den Crooked River nördlich von Terrebonne im Bundesstaat Oregon der USA. Die Brücke wurde 1911 als Teil der Oregon Trunk Railway errichtet, die Bestandteil der Spokane, Portland and Seattle Railway wurde. Später ist diese Eisenbahngesellschaft in der BNSF Railway aufgegangen, die die Brücke heute für den Schienengüterverkehr auf der Strecke zwischen Wishram, Washington und Bend, Oregon betreibt.

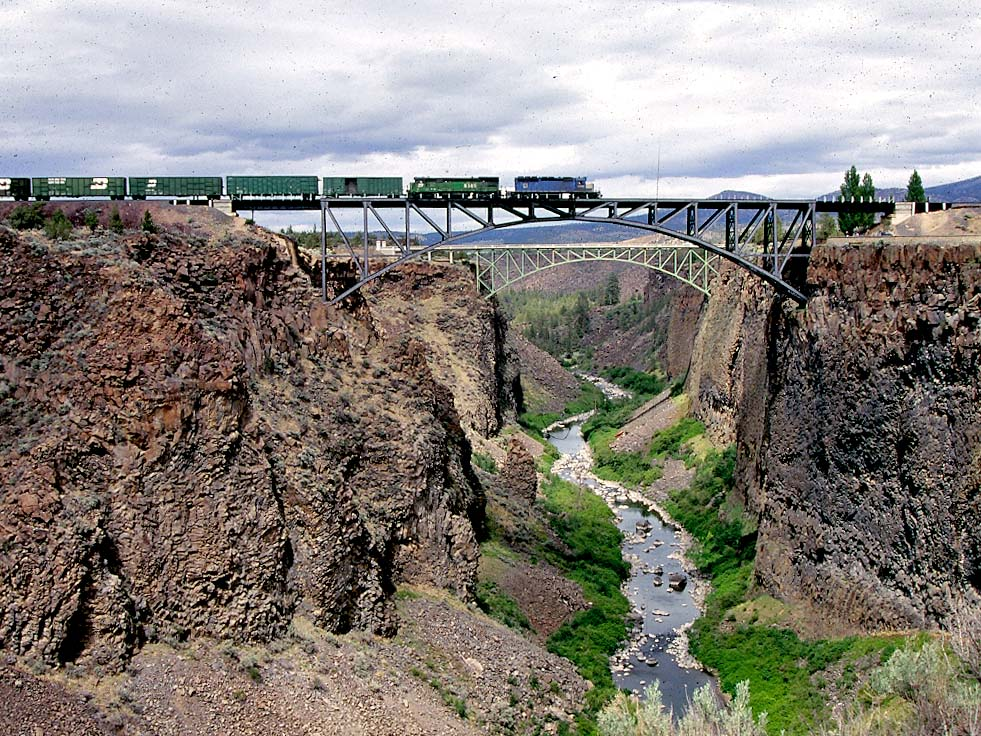
Crooked River Canyon im Peter Skene Ogden State Park, im Hintergrund die Crooked River High Bridge 1995

Die 1911 errichtete Fachwerkbrücke wurde von Ralph Modjeski entworfen. Als Design wählte er eine Zweigelenkbogenbrücke aus Stahl, die durch das Fachwerk zu einer Spandrille ausgesteift ist und die Gleise auf der Oberseite führt. Dieser Bogenbrückenteil hat eine Spannweite von 103,6 m und wird auf beiden Seiten durch je eine 18,3 m lange Balkenbrücke ergänzt. Die 13 inneren Fachwerkfelder haben im äußeren Teil der Brücke eine Höhe von 22 m und in der Mitte von 3,7 m. Das gesamte Fachwerk hat oben eine Breite von 5,5 m und verbreitert sich am Bogen in der Mitte auf 6,1 m sowie am Ende auf bis zu 9,1 m.
Die Brücke überspannt mit zwei weiteren Brücken einen 100 Meter tiefen Canyon im Peter Skene Ogden State Park. Flussaufwärts folgen mit der Crooked River High Bridge (1926) und der Rex T. Barber Veterans Memorial Bridge (2000) die alte und neue Brücke des U.S. Highway 97.